# Gare de Noailles
Gare de Noailles vasútállomás Franciaországban, Marseille településen.

## Vasútvonalak
Az állomást az alábbi vasútvonalak érintik:
- Marseille Métro Line 2

## Kapcsolódó állomások
A vasútállomáshoz az alábbi állomások vannak a legközelebb:
- Saint-Charles (Gèze, Marseille Métro Line 2)
- Notre-Dame du Mont - Cours Julien (Sainte-Marguerite Dromel, Marseille Métro Line 2)